# Junko Tabei
Junko Tabei  (田部井 淳子?, Tabei Junko), nata Junko Ishibashi (石橋 淳子?, Ishibashi Junko; Miharu, 22 settembre 1939 – Kawagoe, 20 ottobre 2016) è stata un'alpinista giapponese.
Divenne nota soprattutto per essere stata la prima donna a raggiungere la vetta dell'Everest il 16 maggio 1975, impresa che fece di lei una leggenda dell'alpinismo femminile. Oltre all'ascensione dell'Everest nel 1975, compì, poi, la prima ascensione femminile di due Ottomila e ancora quella dello Shisha Pangma nel 1981. Fu inoltre la prima donna a completare l'ascesa delle Seven Summits.

## Biografia

### Giovinezza
Junko nacque a Miharu, Fukushima, quinta di sette figli. Nonostante fosse piuttosto gracile, intorno ai 10 anni maturò il suo interesse per le alte vette, durante una escursione scolastica al Monte Nasu: la bambina avrebbe anche voluto compiere ulteriori salite, ma la famiglia non assecondò la sua passione, considerandolo un hobby troppo costoso, sicché lei ebbe poche occasioni di andare ancora in montagna durante il periodo del liceo. Dopo aver completato gli studi universitari in letteratura inglese presso un'università privata femminile di Tokyo, fondò un club di alpinismo per sole donne nel 1969. Nel biennio 1969-70 conquistò col marito le vette più alte del Giappone e quelle delle Alpi.

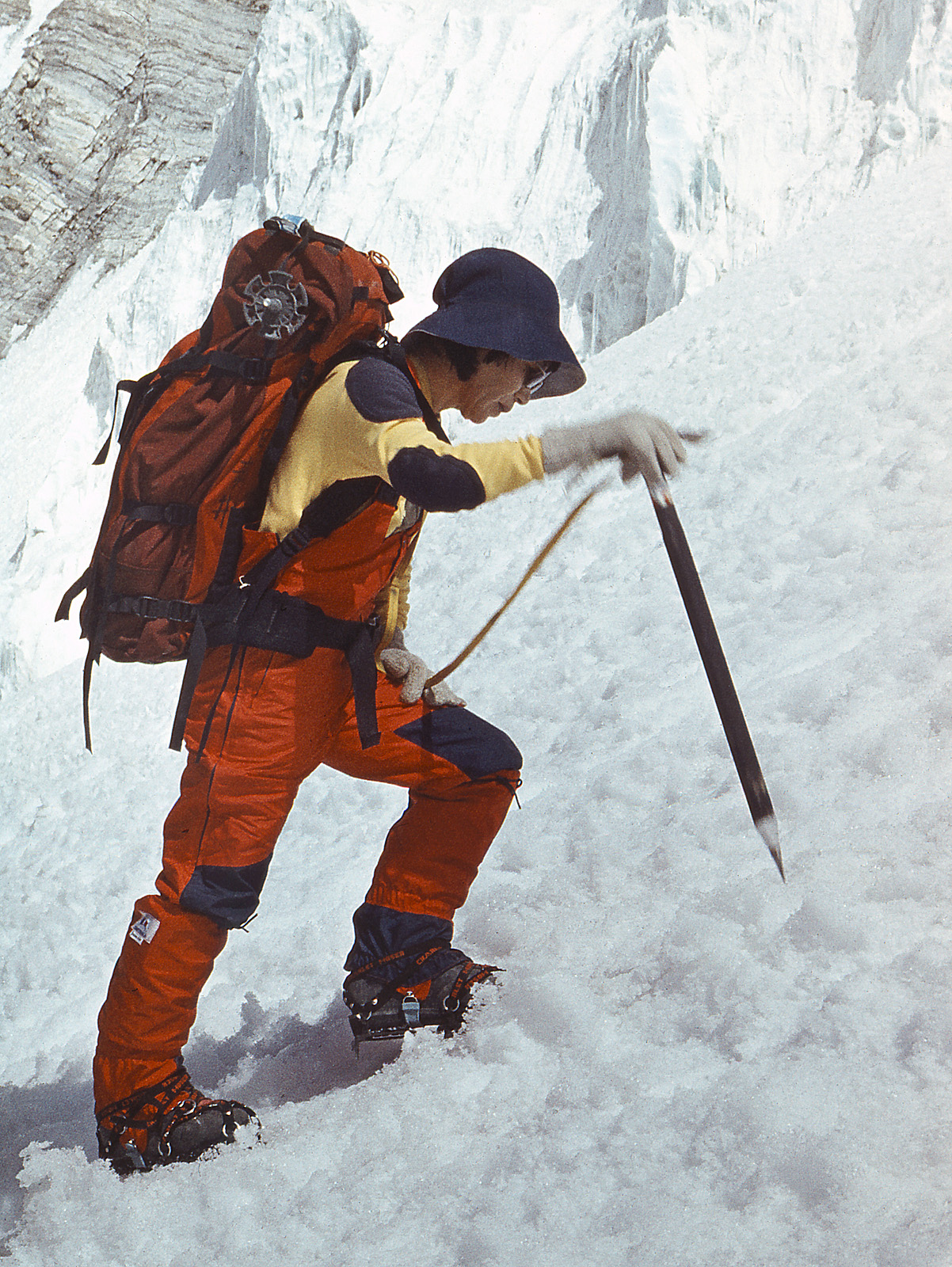
Junko Tabei durante una scalata nel 1985

### La scalata dell'Everest
Junko Tabei, per sfatare i luoghi comuni che volevano le donne inadatte alle scalate più difficili, nel 1969 fondò il "Ladies Climbing Club" (LCC) i cui membri erano tutte donne e con il quale completò una lunga serie di scalate in oltre settanta paesi in tutto il mondo. Nel 1970, dopo essere stata la prima donna a raggiungere i 7.555 metri della terza vetta del massiccio dell'Annapurna, iniziò a pianificare quella che si rivelerà essere il suo più grande successo: l'ascesa dell'Everest.
Nel 1970 con l'LCC, diede vita al progetto "donne giapponesi per la spedizione sull'Everest" e, non senza difficoltà, riuscì ad ottenere dal governo del Nepal il permesso per guidare un gruppo di quindici donne comuni sul famoso monte. Il progetto fu sponsorizzato dal giornale Yomiuri Shinbun e dalla Nippon Television. Al termine di un lungo periodo di formazione durato cinque anni, le alpiniste raggiunsero Katmandu iniziando nel maggio del 1975 la marcia verso la vetta, accompagnate da nove guide Sherpa, e salirono per la via normale per il Colle Sud e la cresta sud-est.
All'inizio di maggio, il gruppo era già a un'altitudine di 6.300 metri, quando una valanga ne seppellì il campo, senza fare vittime, ma Junko Tabei rimase per qualche minuto priva di sensi. L'incidente la rese ancora più determinata: dopo aver ripreso le forze, decise infatti di porsi alla testa del gruppo. Il 16 maggio 1975, dodici giorni dopo la valanga, Junko Tabei toccava la vetta dell'Everest, prima donna al mondo.

### Attività successive
Tra il 1990 e il 1991, Junko Tabei raggiunse la vetta del Monte Vinson: la cima più alta dell'Antartide. Nel giugno del 1992, salendo il Puncak Jaya in Indonesia, divenne la prima donna a completare le Seven Summits.
Oltre alla carriera alpinistica, Junko Tabei fu impegnata sul fronte ecologista. Nel 2000 completò uno studio post laurea all'università di Kyushu, focalizzato sul degrado ambientale dell'Everest, causato dai rifiuti abbandonati dalle spedizioni alpinistiche. Junko Tabei fu anche direttrice dell'Himalayan Trust of Japan, una organizzazione attiva a livello globale nella conservazione degli ambienti in quota. Uno tra i progetti realizzati da questa organizzazione fu la costruzione di un inceneritore per eliminare i rifiuti lasciati dagli scalatori. Junko Tabei partecipò ad altre attività di bonifica dei rifiuti sulle montagne del Giappone e dell'Himalaya.

### Morte
Junko Tabei morì nell'ottobre 2016 di cancro allo stomaco. Pur essendo malata dal 2012, scalò vette fino al 2015.

## Vita privata
Ebbe due figli.